# Ядерные реакторы на космических аппаратах
Ядерные реакторы на космических аппаратах применяются в случае, если необходимое количество энергии невозможно получить другими способами, например, с помощью солнечных батарей или изотопных источников энергии.

## История создания

### SNAP
Первым ядерным реактором, применённым на космическом аппарате, стал американский SNAP-10A, созданный в рамках программы SNAP (сокр. от англ. Systems for Nuclear Auxiliary Power). Реактор был разработан компанией «Боинг» (Boeing) по заказу ВВС и Комиссии по атомной энергии США. 
Реактор на тепловых нейтронах использовал уран-235 в качестве топлива, гидрид циркония как замедлитель и натрий-калиевый расплав в качестве теплоносителя. 
Тепловая мощность реактора составляла около 40 кВт. Электрическая мощность, обеспечиваемая  термоэлектрическим преобразователем на кремний-германиевых полупроводниковых элементах, составляла от 500 до 650 Вт.
Реактор был установлен на борту аппарата Snapshot массой 440 кг, запущенного 3 апреля 1965 года ракетой-носителем «Атлас»; предполагалось провести лётные испытания реактора в течение 90 суток. 
Он успешно проработал 43 дня — до 16 мая 1965 года. В этот день был впервые включён экспериментальный ионный двигатель, также установленный на борту. Его работа сопровождалась многочисленными высоковольтными пробоями, электромагнитный импульс от которых нарушил работу бортовой аппаратуры. Кроме этого, по ложной команде были сброшены детали конструкции отражателя реактора, что привело к его необратимому глушению.

### «Ромашка»
Советский термоэлектрический реактор-преобразователь «Ромашка» был впервые запущен в Институте атомной энергии («Курчатовский институт») 14 августа 1964 года. Реактор на быстрых нейтронах имел тепловую мощность 40 кВт и использовал в качестве топлива карбид урана. Термоэлектрический преобразователь на кремний-германиевых полупроводниковых элементах был разработан и изготовлен в Сухумском физико-техническом институте и выдавал мощность до 800 Вт.
Сергей Павлович Королёв намеревался использовать «Ромашку» на космических аппаратах в сочетании с импульсными плазменными двигателями. Испытания «Ромашки» закончились в середине 1966 года, уже после смерти Королёва, но реактор так и не был использован в космосе.

### «Бук»
Следующая ядерная энергетическая установка, БЭС-5 «Бук», была использована на спутнике радиолокационной разведки УС-А. Первый аппарат этой серии был запущен 3 октября 1970 года с Байконура («Космос-367»). Сам «Бук» разрабатывался с 1960 года в НПО «Красная звезда».
Электрическая мощность установки составляла 3 кВт при тепловой в 100 кВт, максимальный ресурс работы БЭС-5 — 124 (по другим данным — 135) суток. Двухконтурная установка имела реактор на быстрых нейтронах БР-5А и термоэлектрический генератор, теплоноситель обоих контуров — эвтектичный натрий-калиевый сплав (температура плавления −11 °C), температура в первом контуре — 700 °C, во втором — 350 °C. Масса всей установки — около 900 кг.
Активная зона реактора состоит из 37 твэлов с минимально возможным зазором между ними. Каждый твэл содержит три уран-молибденовых блочка длиной по 55 мм и два бериллиевых блочка длиной по 100 мм, образующих торцевые отражатели. Общая масса урана — 30 кг, обогащение по 235-му изотопу — до 90 %. Корпус реактора в виде шестигранной призмы с размером «под ключ» 140 мм окружён боковым бериллиевым отражателем толщиной 100 мм. В отражателе могут перемещаться параллельно друг другу шесть бериллиевых стержней — органы управления реактором.
Боковой отражатель состоял из отдельных секций, стянутых стальной лентой. Предполагалось, что при сходе спутника с орбиты и попадании его в плотные слои атмосферы лента должна быстро перегореть, отражатель — развалиться на части, а активная зона — сгореть. После неудачного падения 24 января 1978 года аппарата «Космос-954» конструкция была изменена: все твэлы стали принудительно выбрасываться газовым исполнительным механизмом

### «Топаз»
Следующей советской космической ядерной энергетической установкой стала ТЭУ-5 «Тополь» («Топаз-1»), впервые выведенная на орбиту 2 февраля 1987 году в составе экспериментального КА «Плазма-А» («Космос-1818»). Работа над «Топазом» велась с 1960-х годов. Наземные испытания были начаты в 1970 году. Главным конструктором выступала «Красная звезда».
Топливом в реакторе служил диоксид урана с 90 % обогащением, теплоносителем калий-натриевый расплав. Реактор имел тепловую мощность 150 кВт, причём количество 235U в реакторе было снижено до 11,5 кг по сравнению с 30 кг в БЭС-5 «Бук».
В «Топазе» использовался термоэмиссионный преобразователь тепловой энергии в электрическую. Такой преобразователь подобен электронной лампе: катод из молибдена с вольфрамовым покрытием, нагретый до высокой температуры, испускает электроны, которые преодолевают заполненный ионами цезия под низким давлением промежуток и попадают на анод. Электрическая цепь замыкается через нагрузку. Выходная электрическая мощность преобразователя составляла от 5 до 6,6 кВт.
При расчётном ресурсе в один год, уже на втором КА «Плазма-А» («Космос-1867») «Топаз» проработал более 11 месяцев.

### «Енисей»
Реактор-преобразователь «Енисей» предназначался для работы в составе спутника непосредственного телевизионного вещания «Экран-АМ», но этот проект был закрыт. Изделие представляло собой реактор, в активной зоне которого находились не традиционные тепловыделяющие элементы, а интегральные электрогенерирующие каналы. Они представляли собой «таблетки» диоксида урана, обогащённого до 96 %, катод, анод, цезиевый канал и всю остальную «обвязку». Тепловая мощность «Енисея» была порядка 115—135 кВт, электрическая — порядка 4,5—5,5 кВт. Теплоносителем являлся натрий-калиевый расплав.
В 1992 году США приобрели в России за 13 млн долларов две ЯЭУ «Енисей» («Топаз-2»). Один из реакторов предполагалось после тщательных наземных испытаний использовать в 1995 году в «Космическом эксперименте с ядерно-электрической ДУ» (Nuclear Electric Propulsion Spaceflight Test Program). Однако в 1993 году из-за сокращения бюджета было решено ограничиться только наземными испытаниями, а в 1996 году проект был закрыт.

### Kilopower
В ноябре 2017 года в США в Исследовательском центре Гленна начались испытания демонстрационного прототипа реакторной энергетической установки Kilopower предназначенной для выработки электроэнергии с выходной мощностью до 10 кВт и с ресурсом 10 лет на поверхности Марса.

## Происшествия
- 25 апреля 1973 года вследствие выхода из строя двигательной установки запуск советского спутника радиолокационной разведки с ЯЭУ на борту завершился неудачей. Аппарат не был выведен на расчётную орбиту и упал в Тихий океан.
- 12 декабря 1975 года сразу после выхода на орбиту вышла из строя система ориентации советского спутника радиолокационной разведки «Космос-785» с ЯЭУ на борту. Началось хаотичное вращение аппарата, что грозило его падением на Землю. Активная зона реактора была успешно отделена и переведена на орбиту захоронения, где и находится в настоящее время.
- 24 января 1978 года в северо-западных районах Канады упал советский спутник радиолокационной разведки «Космос-954» с ЯЭУ на борту. При прохождении плотных слоёв земной атмосферы произошло разрушение спутника и поверхности Земли достигли лишь некоторые его фрагменты. Произошло незначительное радиоактивное загрязнение поверхности.
- 28 апреля 1981 года на советском спутнике радиолокационной разведки «Космос-1266» с ЯЭУ на борту зафиксирован выход из строя бортового оборудования. Активная зона реактора была успешно отделена и переведена на орбиту захоронения, где и находится в настоящее время.
- 7 февраля 1983 года в пустынных районах Южной Атлантики упал советский спутник радиолокационной разведки «Космос-1402» с ЯЭУ на борту. Конструктивные доработки после предыдущей аварии позволили отделить активную зону от термостойкого корпуса реактора и предотвратить компактное падение обломков. Тем не менее, было зафиксировано незначительное повышение естественного радиационного фона.
- В апреле 1988 года вышел из-под контроля советский спутник радиолокационной разведки «Космос-1900» с ЯЭУ на борту. Космический аппарат медленно терял высоту, постепенно приближаясь к Земле. 30 сентября, за несколько дней до расчётного момента входа в плотные слои атмосферы, сработала аварийная защитная система, и активная зона реактора была успешно отделена и переведена на орбиту захоронения.
- 4 июля 2008 года, согласно данным НАСА[11], произошла фрагментация спутника «Космос-1818» на орбите. Предположительно, отделившиеся фрагменты сферической формы в количестве около 30 — капли металлического теплоносителя из разрушившегося по какой-то причине контура охлаждения реактора.